# Skränktång
| T.v.: Skränktång för skränkning av sågar. T.h.: detaljfoto av samma tång. Av de två justerskruvarna är den övre för skränkningsvinkel och den undre för sågtandsdjup. Övre justerskruvs spets är stopp för hur mycket sågtänderna kan böjas, skruven är dessutom fäste för en ände av tångfjädern. Undre justerskruv håller en metalltunga med vars hjälp man ställer in djupet för sågtänderna. Med skalmarkeringar och siffra 5, inställbart djup från 3 till 9 skalstreck. |  | T.v.: Skränktång för skränkning av sågar. T.h.: detaljfoto av samma tång. Av de två justerskruvarna är den övre för skränkningsvinkel och den undre för sågtandsdjup. Övre justerskruvs spets är stopp för hur mycket sågtänderna kan böjas, skruven är dessutom fäste för en ände av tångfjädern. Undre justerskruv håller en metalltunga med vars hjälp man ställer in djupet för sågtänderna. Med skalmarkeringar och siffra 5, inställbart djup från 3 till 9 skalstreck. |
| T.v.: Skränktång för skränkning av sågar. T.h.: detaljfoto av samma tång. Av de två justerskruvarna är den övre för skränkningsvinkel och den undre för sågtandsdjup. Övre justerskruvs spets är stopp för hur mycket sågtänderna kan böjas, skruven är dessutom fäste för en ände av tångfjädern. Undre justerskruv håller en metalltunga med vars hjälp man ställer in djupet för sågtänderna. Med skalmarkeringar och siffra 5, inställbart djup från 3 till 9 skalstreck. |  | |

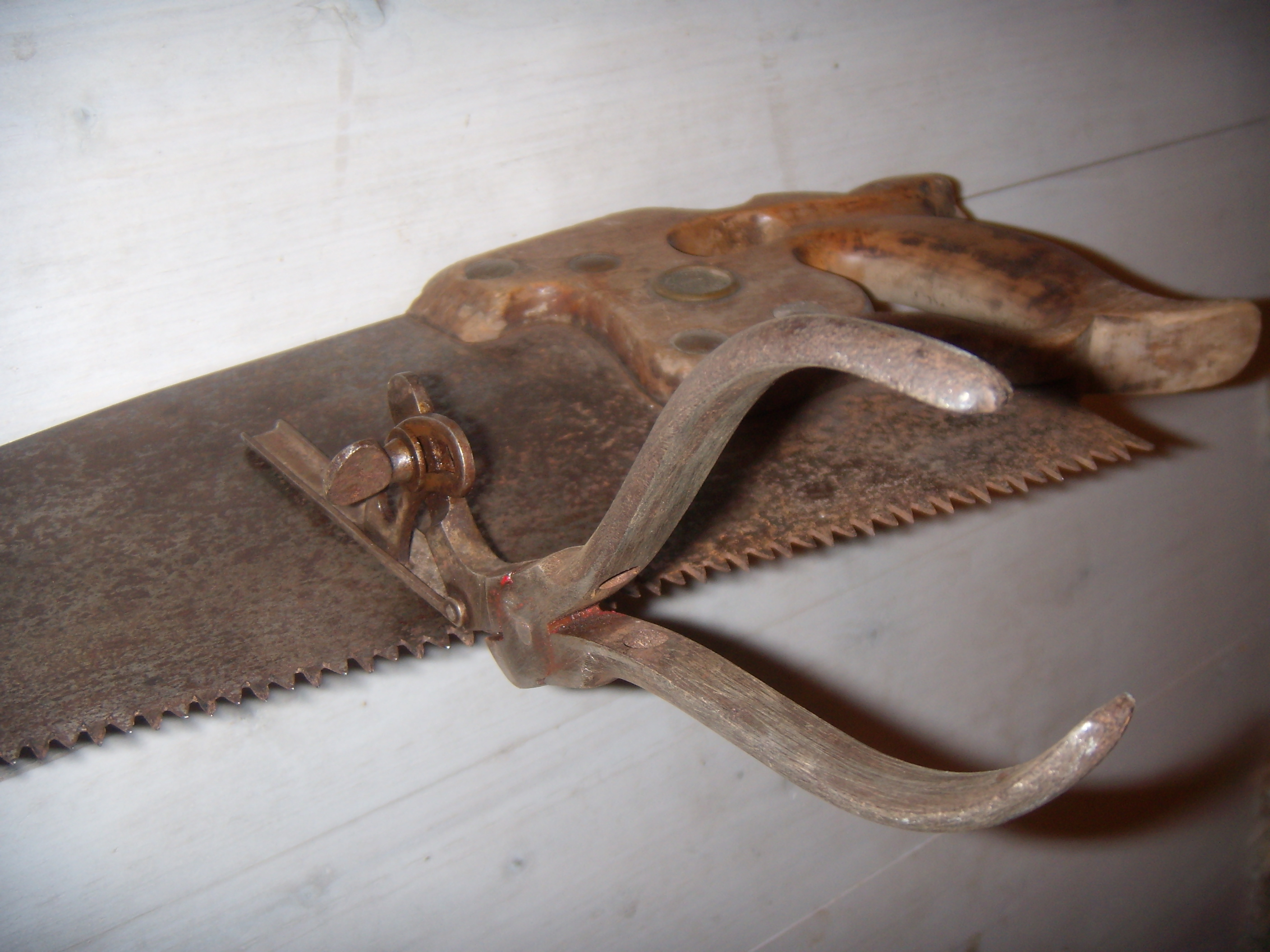
Skränktång vid skränkning av en fogsvans.

Skränktång är en tång som används för justering av tändernas växelvisa böjning i sidled (skränkning) på sågklingor. En skränktång har oftast en justerbar stoppskruv så att olika lutningsvinklar kan ställas in.
Skränkning var förr en vanlig företeelse utförd av hantverkare när de olika handsågar som användes förlorade sin skärpa. Även sågklingor skränktes vid filning av dess sågtänder.
De moderna handsågar som finns i handeln har oftast tandspetshärdade sågtänder som ej går att fila. I och med detta används ej en skränktång. De moderna cirkelsågar som är utrustade med hårdmetalltänder kan ej skränkas utan här slipas istället sågtänderna växelvis till en skränkning. Bandsågsblad som ej är tandspetshärdade slipas i maskin och skränks av maskinens skränkutrustning.